# Tramwaje w Wyborgu
Tramwaje w Wyborgu − zlikwidowany system komunikacji tramwajowej w Wyborgu (obecnie w Rosji; w latach 1918–1940 oraz 1941–1944 w Finlandii).

## Historia
Pierwsze jazdy próbne odbyły się 25 września, a uruchomienie tramwajów nastąpiło 28 września 1912. Od początku istnienia tramwaje w Wyborgu były elektryczne i poruszały się po torach o szerokości 1000 mm. Maksymalna długość tras w Wyborgu to 21,3 km. System zamknięto 1 kwietnia 1957.

## Tabor
Tuż przed likwidacją sieci w eksploatacji znajdowały się 32 tramwaje, które po zamknięciu sieci przekazano do Piatigorska i Królewca.